# Robert Florey
Robert Florey (* 14. September 1900 in Paris; † 16. Mai 1979 in Santa Monica, Kalifornien) war ein französisch-US-amerikanischer Regisseur, Drehbuchautor und Schauspieler.

## Leben
Der gebürtige Franzose ging während des Ersten Weltkrieges 1915 in die Schweiz, wo er mit bereits 15 Kameraassistent für den Dokumentarfilm Geneve war. Mit 17 hatte er seinen ersten Auftritt im Melodram Le cirque de la mort. Gleichzeitig arbeitete er als Sportreporter. 1920 inszenierte er seinen ersten Film, den Kurzfilm Un heureuse intervention, dem zwei weitere Kurzfilme folgten. Im Jahr darauf assistierte Florey Louis Feuillade bei dessen Zwölfteiler Parisette. 1921 wechselte er als Korrespondent nach New York. Nachdem er nach Hollywood weitergezogen war, arbeitete er dort als Assistent von Josef von Sternberg, Frank Borzage und Victor Fleming. 1927 brachte Florey seinen ersten abendfüllenden Spielfilm als Regisseur heraus, One Hour of Love, es folgten im Lauf der Jahre über 60 weitere Spielfilme aus den unterschiedlichsten Genres. Zu seinen bekanntesten Werken zählen die Komödie The Cocoanuts (1929), der erste Langfilm der Marx Brothers, der Horrorfilm Mord in der Rue Morgue (1932) mit Bela Lugosi, sehr frei nach Edgar Allan Poe, der Film Noir Das Gesicht hinter der Maske (1941) mit Peter Lorre, der Psychothriller Die Bestie mit den fünf Fingern (1946), ebenfalls  mit Peter Lorre in der Hauptrolle, sowie der Tarzan-Film Tarzan in Gefahr (1948) mit Johnny Weissmüller. Außerdem war er u. a. als Regisseur von Musicals (Liebeslied der Wüste, 1943), Melodramen (The House on 56th Street, 1934) und Western (Ein Mann der Tat, 1945) tätig.
1950 wurde er mit dem Orden der französischen Ehrenlegion ausgezeichnet.
Sein letzter Kinofilm war 1950 die Geisterkomödie Charlie's Haunt, danach arbeitete er ausschließlich fürs Fernsehen, wo er ebenfalls große Bandbreite zeigte.

## Filmografie
als Regisseur
- 1925: Die Tänzerin von Moulin-Rouge (The Masked Bride) (Regieassistenz)
- 1927: One Hour of Love
- 1929: The Cocoanuts
- 1932: Mord in der Rue Morgue (Murders in the Rue Morgue)
- 1933: Spätere Heirat ausgeschlossen (Ex-Lady)
- 1934: The House on 56th Street
- 1935: Öl für die Lampen Chinas (Oil for the Lamps of China) (Regisseur der Second Unit)
- 1935: Casino de Paris
- 1936: Hollywood Boulevard
- 1937: Geächtet (Outcast)
- 1938: Gefährliche Mitwisser (Dangerous to Know)
- 1941: Das Gesicht hinter der Maske (The Face Behind the Mask)
- 1943: Liebeslied der Wüste (The Desert Song)
- 1945: Ein Mann der Tat (San Antonio) (nicht genannt)
- 1946: Die Bestie mit den fünf Fingern (The Beast with Five Fingers)
- 1948: Der Mann ohne Gesicht (Rogues’ Regiment)
- 1948: Tarzan in Gefahr (Tarzan and the Mermaids)
- 1949: Aufruhr in Marokko (Outpost in Morocco)
- 1949: Herr der Unterwelt (The Crooked Way)
- 1950: Die Jahre der Lüge (The Vicious Years)
- 1951: Die Taverne von New Orleans (Adventures of Captain Fabian) (ungenannt)
- 1956–1960: Abenteuer im wilden Westen (Dick Powell’s Zane Grey Theater) (Fernsehserie, 6 Episoden)
- 1959: Die Unbestechlichen (The Untouchables) (Fernsehserie, 1 Episode)
- 1959–1964: Unglaubliche Geschichten (Fernsehserie, 3 Episoden)
- 1960: Checkmate, TV-Serie, 1 Episode
- 1961–1962: Alfred Hitchcock zeigt (Alfred Hitchcock Presents) (Fernsehserie, 5 Episoden)
- 1960: Thriller (Fernsehserie, 1 Episode)
- 1963: Heute Abend Dick Powell (The Dick Powell Show) (Fernsehserie, 1 Episode)

als Autor
- 1931: Frankenstein
- 1932: Mord in der Rue Morgue (Murders in the Rue Morgue)
- 1933: A Study in Scarlet
- 1948: Der Mann ohne Gesicht (Rogue’s regiment)
- 1948: Die Liebesabenteuer des Don Juan (Adventures of Don Juan)

als Darsteller
- 1921: L’Orpheline
- 1921: Parisette
- 1921: Saturnin ou le bon allumeur
- 1922: Robin Hood
- 1928: The Life and Death of 9413

weitere Funktionen
- 1926: Mimi (La Bohème) – Produktionsassistent
- 1926: Galgenhochzeit (Bardelys the Magnificent) – technischer Berater